# 修煉愛情
《修煉愛情》（英語：Practice Love）是新加坡歌手林俊杰第10张录音室专辑《因你而在》的第二波主打歌，由易家扬作词，林俊杰作曲，于2013年2月21日数位發行，3月13日随专辑全面发行。该曲同时也是華視《後宮甄嬛傳》片尾曲，緯來韓劇《幸福的反擊》片頭曲。
該曲獲2013Hit Fm年度百首单曲票選冠軍，是林俊傑首次在該榜單奪冠。2023年，新加坡电台UFM 100.3招牌节目“U选1000”评选每一年的冠军歌曲，《修炼爱情》获2013年冠军歌曲。

## 背景
《修煉愛情》啟發自林俊傑一段真實而感人至深的故事。林俊傑曾被一位深愛他的女生默默守護，然而女生卻遭遇空難离世。而那個女生的遺物，卻是林俊傑的照片，後來林俊傑看到照片的那一瞬間，上面的刮痕，夾雜的汽油味、海水味、焦味讓他心裡久久不能平靜，後來林俊傑便創作了這首歌，是一份對回憶的深刻紀念。

## 音樂錄影帶
該曲MV由徐筠轩执导音乐动画，林俊傑和郭采潔配音出演，於2013年3月1日首播。讲诉因一场空难致恋人阴阳两隔的故事，故事改编自林俊傑不曾提起的一段回忆。林俊杰饰演的程序设计师，他的女友在太空任务中不幸丧生。为了缓解悲痛，他开发了一组程序，可以将记忆转化为虚拟画面。然而，这导致人们沉溺于回忆，难以区分现实和记忆。
為配合專輯宣傳，唱片公司亦推出完整故事版微電影《时之繁花》，於2013年3月13日首播。該微電影獲中華民國微電影協會評選的2013年度十大行銷類微電影。

## 獎項
| 年份 | 颁奖典礼/單位                     | 獎項                         | 入圍者／作品         | 結果 | 來源   |
| ---- | --------------------------------- | ---------------------------- | -------------------- | ---- | ------ |
| 2013 | 第18届新加坡金曲奖                | 最佳本地作曲奖               | 林俊傑／《修炼爱情》 | 提名 | [ 6 ]  |
| 2013 | 第18届新加坡金曲奖                | 933醉心龙虎榜年度十大金曲    | 《修煉愛情》         | 獲獎 | [ 6 ]  |
| 2013 | 第13届全球华语歌曲排行榜          | 年度二十大金曲               | 《修煉愛情》         | 獲獎 |        |
| 2013 | 2013年度新城國語力頒獎禮          | 新城国语力歌曲               | 《修煉愛情》         | 獲獎 | [ 7 ]  |
| 2013 | 加拿大至HIT中文歌曲排行榜年度總選 | 全国推崇十大国语歌曲         | 《修煉愛情》         | 獲獎 |        |
| 2014 | 2014 Hito流行音樂獎               | 年度百首單曲冠軍             | 《修煉愛情》         | 獲獎 | [ 8 ]  |
| 2014 | 2014 Hito流行音樂獎               | 年度十大華語歌曲             | 《修煉愛情》         | 獲獎 | [ 8 ]  |
| 2014 | 2013年度MusicRadio中国TOP排行榜   | 年度最佳金曲                 | 《修煉愛情》         | 獲獎 |        |
| 2014 | 第四届全球流行音乐金榜            | 年度进榜最久冠军歌曲         | 《修煉愛情》         | 獲獎 | [ 9 ]  |
| 2014 | 第四届全球流行音乐金榜            | 年度20大金曲                 | 《修煉愛情》         | 獲獎 | [ 9 ]  |
| 2014 | 第四届全球流行音乐金榜            | 台湾Hit FM联播网电台点播冠军 | 《修煉愛情》         | 獲獎 | [ 9 ]  |
| 2014 | 城市至尊音乐盛典                  | 年度20大金曲                 | 《修煉愛情》         | 獲獎 | [ 10 ] |

## 榜单成绩
| 榜單 (2013)                         | 最高排名 |
| ----------------------------------- | -------- |
| 台湾（Hito中文排行榜）              | 1        |
| 台湾（KKBOX華語單曲週榜）           | 1        |
| 台湾（全球流行音樂金榜）            | 1        |
| 台湾（飛碟聯播網幽浮勁碟排行榜）    | 1        |
| 台湾（POP Radio排行榜）             | 2        |
| 台湾（KISS RadioK歌榜）             | 1        |
| 香港（KKBOX華語單曲週榜）           | 4        |
| 新加坡（YES 933醉心龍虎榜）         | 1        |
| 新加坡（KKBOX華語單曲週榜）         | 1        |
| 中国大陆（MusicRadio中国TOP排行榜） | 1        |
| 中国大陆（City FM城市至尊音乐榜）   | 1        |
| 中国大陆（动听968中国新歌榜）       | 1        |
| 马来西亚（988 FM最好听音乐榜）      | 1        |
| 马来西亚（KKBOX華語單曲週榜）       | 2        |

| 榜單 (2013)                     | 最高排名 |
| ------------------------------- | -------- |
| 台湾（Hit Fm年度百首單曲）      | 1        |
| 台湾（KKBOX年度百大单曲）       | 4        |
| 台湾（KISS RadioK歌榜年終榜）   | 5        |
| 新加坡（醉心龙虎榜年度顶尖100） | 15       |
| 中国大陆（最动感101年度金曲）   | 6        |
| 榜單 (2017－2018)               | 最高排名 |
| 新加坡（U选1000）               | 6        |

## 爵士版
《修煉愛情 (Jazz Version)》于2020年11月22日推出，收录于林俊杰首张爵士EP《感爵这一刻》。

## 翻唱
- 2015年4月26日，梁文音、田顏玫（Super Star 我要當歌手）
- 2016年1月22日，徐佳莹（我是歌手第四季 第2期）
- 2016年12月23日，许一鸣（梦想的声音 第8期）
- 2017年8月5日，丁噹（「想戀一個愛」一戀十年演唱會台北場）[29]
- 2019年3月9日，朴寶劍（2019 Park Bo Gum Asia Tour in Singapore <Good Day : May your everyday be a good day>）
- 2022年9月25日，安又琪（中国梦之声·我们的歌第四季 第1期）
- 2023年11月3日，豹子男、延普罗（OUBA MUSIC）
- 2024年7月15日，10cm（2024 10CM Asia Tour <10CM Closer to You> in Singapore）[30]

## 幕后人员
| 正式版： 以下资料整理自网易云音乐歌曲页面。 - 配唱编写－许环良 - 制作协力－周信廷、Gary Leo - 键盘－吴庆隆 - 吉他－Jamie Wilson、Grecco Buratto - 鼓－Brendan Buckley - 低音吉他－Eric Holden - 第一小提琴－孔朝辉、孔宪隆、顾文丽、陈大伟、魏喆 - 第二小提琴－孔宪隆、尹淑占、隋晶晶 - 中提琴－水兵、关旗 - 大提琴－赵羽儿、王言 - 和声编写－林俊杰 - 和声－林俊杰 - 录音室－The Fire（新加坡）、Yellow Box（新加坡）、Boss Studio（新加坡）、Impact Studio（台北）、Layer Cake Studio（洛杉矶）、Studio In The Hill（新加坡） - 录音师－Brendan Buckley、许环良、Gary Leo、Philip Wong、陈忠宏 - 混音室－白金录音室（台北） - 混音师－林正忠 | 爵士版： 以下资料整理自YouTube歌曲页面。 - 配唱製作－林俊傑 - 製作協力－黃冠龍、周信廷、蔡沛蓁 - 鍵盤－吳慶隆 - 鼓－高飛 - 低音提琴－紀安 - 小號－甘克藍 - 單簧管－高杰 - 錄音室－JFJ Sanctuary（台北） - 錄音師－周信廷、黃冠龍 - 混音室－mixHaus Studios（洛杉矶） - 混音師－Richard Furch - 後期母帶處理製作人－林俊傑 - 後期母帶處理錄音室－Bernie Grundman Mastering（洛杉矶） - 後期母帶處理錄音師－Mike Bozzi |